# Formakin House

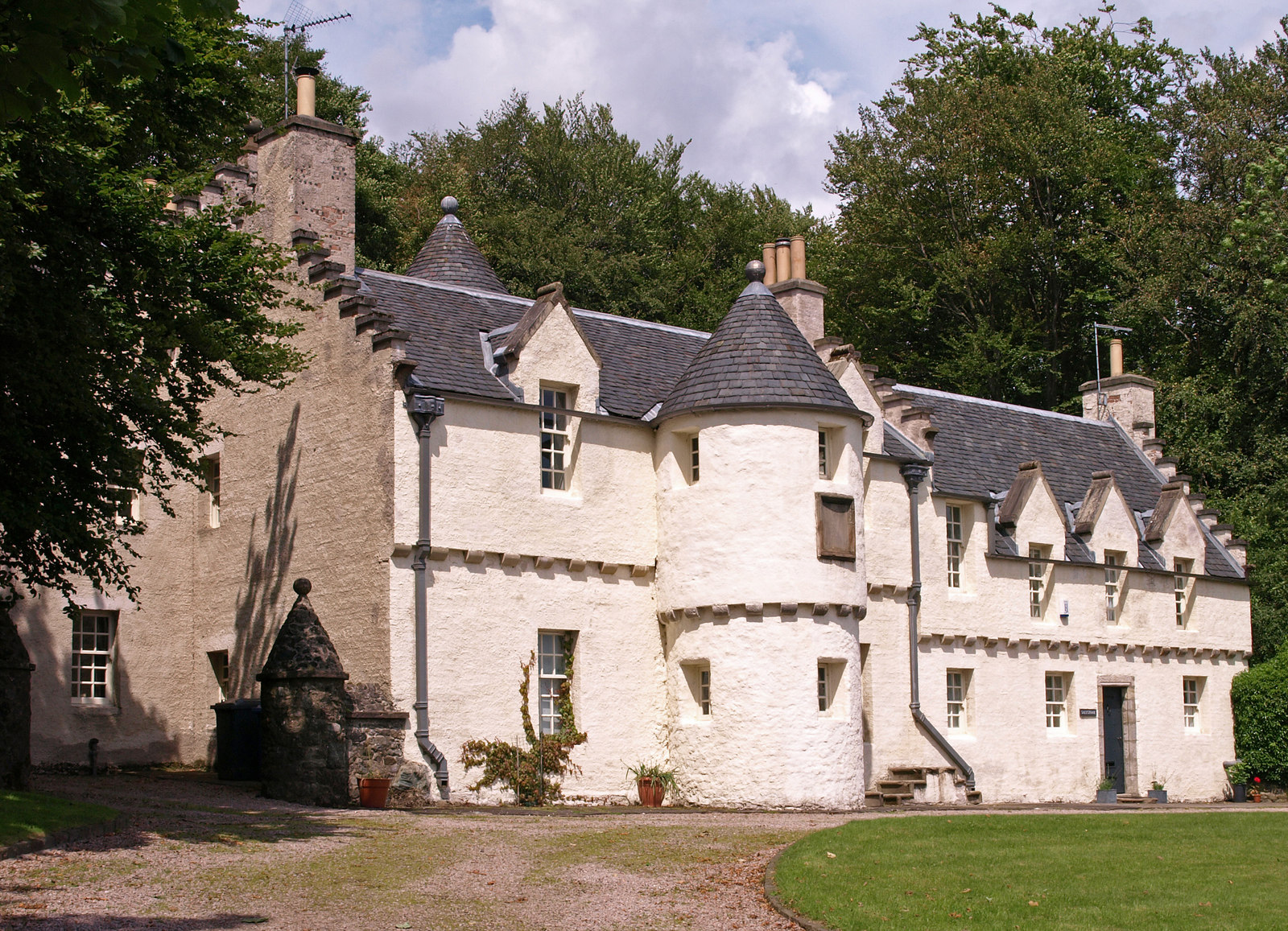
Formakin House

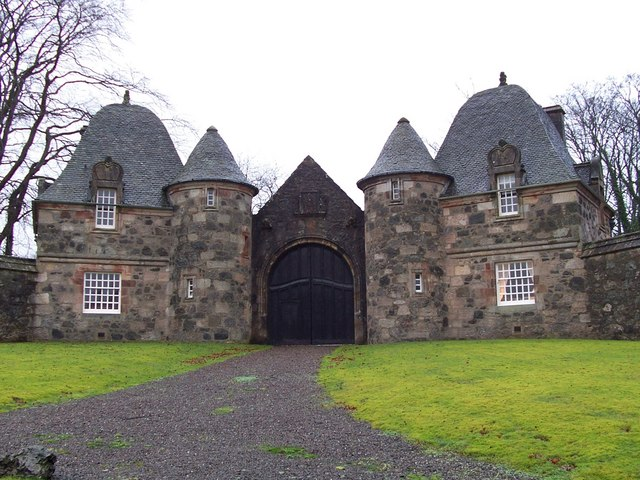
Torhaus und Zufahrt zu Formakin House

Formakin House ist ein Herrenhaus nahe der schottischen Ortschaft Bishopton in der Council Area Renfrewshire. 1971 wurde das Bauwerk in die schottischen Denkmallisten in der höchsten Kategorie A aufgenommen.

## Geschichte
John A. Holms erwarb die Ländereien der Millbank Farm im Jahre 1902 und beauftragte seinen Bekannten Robert Lorimer mit der Planung eines Hauses mit umgebenden Parkanlage zur Ausstellung und Lagerung seiner Kunstsammlung. Mit der Anlage des Parks wurde im folgenden Jahr begonnen. Hierbei wurden auch verschiedene Außengebäude errichtet, beziehungsweise bestehende Gebäude umgebaut. Im Jahre 1913 unterbrach Holms aus finanziellen Gründen die Arbeiten an Formakin House, von dem bis zu diesem Zeitpunkt nur die Außenmauern fertiggestellt waren. Obwohl er 1920 noch eine Zentralheizung installieren ließ, nutzte er das unfertige Haus zu keinem Zeitpunkt. Nach Holms Ableben im Jahre 1938 erwarb die Familie Pickard das Anwesen und es verblieb in ihrem Besitz, bis es schließlich 1984 von den Behörden von Renfrewshire aufgekauft wurde.
1987 wurden die Außenanlagen in das Inventory of Gardens and Designed Landscapes in Scotland aufgenommen.

## Beschreibung
Formakin House liegt mitsamt mehrerer Außengebäude isoliert auf einem weitläufigen Grundstück. Obschon das Gebäude erst in den 1910er Jahren entstand, ist im traditionellen Stil eines Tower House aus dem 16. oder frühen 17. Jahrhunderts gestaltet. Dies wird unterstrichen durch falsche Jahressteine, welche das Jahr 1647 mit dem Zusatz „DL“ als Baujahr angeben. DL steht hierbei für Damned Lie („verdammte Lüge“).
Das zweistöckige Gebäude verfügt über einen niedrigeren Büroflügel. Die Dächer sind mit Schiefer eingedeckt und die Giebel als Staffelgiebel gearbeitet.